# Zygonyx natalensis
Zygonyx natalensis är en trollsländeart. Zygonyx natalensis ingår i släktet Zygonyx och familjen segeltrollsländor. IUCN kategoriserar arten globalt som livskraftig. Utöver nominatformen finns också underarten Z. n. natalensis.